# 米菲与莉齐探索世界
米菲与莉齐探索世界（英文: Miffy and Lizzie Explore the World）是继成功的3D动画片——《米菲和朋友们》之后，米菲（Miffy）再次在新电视节目中登场。米菲将和她的朋友们访问地球的以下地区：远东、欧洲、北极和非洲。在miffy的旅程中，她发现不同的国家有不同习俗、语言、气候、食物、动物和音乐等等。
米菲系列动画片已经进入学龄前儿童电视节目前三名。动画片《米菲和朋友们》被翻译成25种语言在50个国家播出，其中包括主要市场在美国、英国、加拿大、法国、意大利、澳大利亚、拉丁美洲、日本、所有斯堪的纳维亚国家、德国、葡萄牙、荷比卢和中国。